# 1884 en Ontario
Chronologie de l'Ontario
- 1880
- 1881
- 1882
- 1883
- 1884
- 1885
- 1886
- 1887
- 1888

Cette page concerne des événements d'actualité qui se sont produits durant l'année 1884 dans la province canadienne de l'Ontario.

## Politique
- Premier ministre: Oliver Mowat (Parti libéral)
- Chef de l'Opposition: William Ralph Meredith (Parti conservateur)
- Lieutenant-gouverneur: John Beverley Robinson (en)
- Législature: 5e (en)

## Événements

### Janvier
- 2 janvier : une collision entre le train de banlieue Grand Tronc et le train de marchandises # 42C qui a été imprévu près de Toronto causant un accident tuant 32 hommes et garçons. La plupart des décédés étaient des travailleurs venant du train de marchandises Bolt Travaux qui venez de Swansea, une ville du Royaume-Uni.
- 18 janvier : le libéral John Francis Dowling (en) est réélu député provincial de Renfrew-Sud.
- 29 janvier : le conservateur Henry Smyth (en) est réélu député fédéral de Kent face à son adversaire James Samson.

### Février
- 20 février : le député libéral provincial de Grey-Sud Abram William Lauder est décède en fonction à l'âge de 49 ans.
- 25 février : le libéral David Mills (en) est élu sans opposition député fédéral de Bothwell à la suite de la démission du libéral-conservateur John Joseph Hawkins (en)

### Mars
- 5 mars : le libéral George Atwell Cooke (en) est élu député provincial de Oxford-Sud à la suite de la démission du même parti Adam Crooks (en).
- 18 mars : le conservateur Neil McColman (en) est élu député provincial de Grey-Sud à la suite de la mort du même parti Abram William Lauder.

### Juillet
- 12 juillet : le député conservateur provincial de Lennox Alexander Hall Roe (en) est décédé en fonction à l'âge de 41 ou 42 ans.
- 23 juillet : le libéral Jacob William Dill (en) est élu député provincial de Muskoka et Parry Sound à la suite de la démission du conservateur Frederick G. Fauquier pour sa réélection.

### Août
- 22 août : le libéral James David Edgar (en) est élu sans opposition député fédéral de l'Ontario-Ouest à la suite de la démission du même parti George Wheler (en).
- 28 août : le libéral George Douglas Hawley (en) est élu député provincial de Lennox à la suite de la mort du conservateur Alexander Hall Roe (en).

## Naissances
- 10 février : Rork Scott Ferguson (en), député fédéral de Hastings—Peterborough (1935-1940) († 4 mars 1955).
- 5 avril : Walter Huston, acteur († 7 avril 1950).
- 11 juin : William George Bock (en), député fédéral de Maple Creek (1927-1930) en Saskatchewan († 28 mars 1973).
- 25 juillet : Davidson Black, anthropologue († 15 mars 1934).
- 27 août : John Edward Brownlee, premier ministre de l'Alberta († 15 juillet 1961).
- 15 décembre : James Macdonnell, député fédéral de Muskoka—Ontario (1945-1949) et Greenwood († 27 juillet 1973).

## Décès
- 20 février : Abram William Lauder, député provincial de Grey-Sud (1867-1874, 1875-1884) (° 6 juin 1834).
- 12 juillet : Alexander Hall Roe (en), député provincial de Lennox (1883-1884) (° 1842).